# イマネ・ケリフ
- イマネ・ヘリフ[1]
- イマン・ヘリフ[2]
- エイマヌン・ハリフ[3]

イマネ・ケリフ (アラビア語: إيمان خليف、文語アラビア語発音：Īmān Khalīf(イーマーン・ハリーフ)、現地方言発音：Īmān Khelīf(イーマーン・ヘリーフ)、アルジェリア方言風別表記：إيملن خلف(Īmān Khelif, イーマーン・ヘリフ)、公式ラテン文字表記：Imane Khelif、 1999年5月2日 - ) はアルジェリアのプロボクサーで、2020年東京夏季オリンピックと2024年パリ夏季オリンピックのアルジェリア代表である。パリ大会では、女子ウェルター級で金メダルを獲得した。
2024年のオリンピックでイタリアのアンジェラ・カリニに勝利した後、彼女の性別に関する誤情報や中傷がSNS上で広まった。これは、ロシア主導の国際ボクシング協会（IBA）が主催した2023年の女子ボクシング世界選手権で、ケリフが詳細不明の性別検査に不合格となり、失格となったことが背景にある。この失格処分は、ケリフがそれまで無敗だったロシアの有望選手を破った3日後に下されたため、ロシア人ボクサーの無敗記録が復活した。IBAはその後、運営上の問題や審判の汚職などを理由にボクシングの国際統括団体としての認可を取り消された。国際オリンピック委員会（IOC）とそのパリ・ボクシングユニットは、ケリフはオリンピックに出場する資格があるとし、IBAによる以前の失格処分は「突然で恣意的」であり、「正当な手続きなしに」行われたと批判した。ケリフは女性として生まれ、彼女がXY染色体または高レベルのテストステロンを有していることを示す医学的証拠は公表されていない。

## 生い立ち
アルジェリア中部、ラグアット県のアイン・シディ・アリで生まれた。生後2ヶ月の時に家族と共にティアレット県のビバン・メスバ（Biban Mesbah）という農村に引っ越し、そこで育った 。幼少期からスポーツに興味を持ち、最初はサッカーをしていたが、後にボクシングに転向した。初期の頃は、トレーニングを受けるために近隣の村まで通わねばならず、バス代を賄うために金属くずを売り、母親はクスクスを売っていた。彼女の父親は当初「女の子がボクシングをすることを認めていなかった」ため、競技に参加することに反対していた。

## 経歴

### 2018–2021:  キャリアの始まりとオリンピックデビュー
2018年AIBA女子世界ボクシング選手権の女子ライト級でケリフは一回戦でカリナ・イブラギモヴァに敗退し、17位だった。2019年AIBA女子世界ボクシング選手権の女子ライト級においては、ナタリア・シャドリナに1回戦で敗れて33位だった。
2021年3月、イスタンブール・ボスポラス国際ボクシング大会の女子ライト級決勝でアナスタシア・ベリャコワを破り金メダルを獲得した。
2021年8月に開催された2020年夏季オリンピックの女子ライト級競技にアルジェリア代表として出場し、準々決勝でアイルランドのケリー・ハリントンに敗れた。ケリフは、アルジェリア代表としてオリンピックに出場した初の女子ボクサーである。

### 2022: IBA選手権決勝とボクシングにおける成功
2022年2月、ストランジャ記念大会の女子63キロ級決勝で、ナタリヤ・シチュゴワを破り、金メダルを獲得した。
2022年IBA女子世界ボクシング選手権で、アルジェリアの旗手に選ばれた。この大会で、ケリフはチェルシー・ヘイネンを下し、アルジェリア人女性ボクサーとして初めて世界大会の決勝へ進出した。決勝戦では、エイミー・ブロードハーストに敗れ、準優勝に終わった。その後、ケリフは更なる成功を収め、地中海大会、2022年アフリカアマチュアボクシング選手権で金メダルを獲得した。

### 2023: IBA選手権における失格
2023年3月、IBA女子世界ボクシング選手権で決勝に勝ち上がったが、中国のヤン・リウとの試合直前に失格となった。この失格は、ロシアが主導する国際ボクシング協会（IBA）が、ケリフが詳細不明の試験に不合格だったと主張したことによる。ケリフはロシアの有望株で無敗だったアザリア・アミネワ選手を破った3日後に失格となり、これによりロシア人選手の無敗記録が復活した。アルジェリア五輪委員会（COA）によると、ケリフは医学的な理由により失格となった。この大会では、ケリフのほかに台湾の林郁婷も失格となった。
国際ボクシング協会（IBA）の会長であるウマル・クレムレフは、ケリフと林の失格の理由について「DNA検査でXY染色体を持つことが証明された」とロシアの国営メディア「タス通信」に対して語った。ケリフと林が2023年にどのような基準で失格になったのかは未だ不透明なままであり、両選手がXY染色体を持っていたり、テストステロン値が高いといったことについての証拠は示されていない。IBAは検査の方法を公表しておらず、「詳細は機密である」と説明している。ケリフはこの裁定に関して「自分は女性とボクシングができない特徴を持つ」と言われて世界選手権から除外されたと述べ、自らが「大きな陰謀」の被害者であると話した。ケリフはスポーツ仲裁裁判所に異議を申し立てたが、手続きの費用を支払うことができなかったため、上訴は打ち切られた。
2024年7月31日、IBAは2023年の決定について、ケリフらが「テストステロン検査ではなく、別途認められた検査を受けた。その詳細については機密である」とし、彼女らは「他の女性競技者よりも競技上の優位性があると認められた」と述べた。翌8月1日、国際オリンピック委員会（IOC）は声明を発表し、ケリフと林は「IBAによる突然の恣意的な決定の犠牲者」であり、「適切な手続きなしに失格とされた」と述べ、更に次のように述べた：
| 「 | IBAのウェブサイトに掲載されている議事録によると、検査の決定は当初、IBAの会長とCEOのみによって行われた。IBA理事会は後からその内容を承認し、将来的に同様の事例に従う手順を確立し、IBA規則に反映させるよう要請したに過ぎない。また、議事録には、IBAは「性別検査に関する明確な手続きを確立する」べきだとも書かれている。 | 」 |

2023年7月、IBA選手権での失格から4ヶ月後にケリフはアルジェリア代表としてアラブ大会に出場し、女子ウェルター級で金メダルを獲得した。
2023年11月、プロ転向を発表した。同月、プロとしての初の試合がシンガポールで行われた 。

### 2024: 夏季オリンピック金メダル

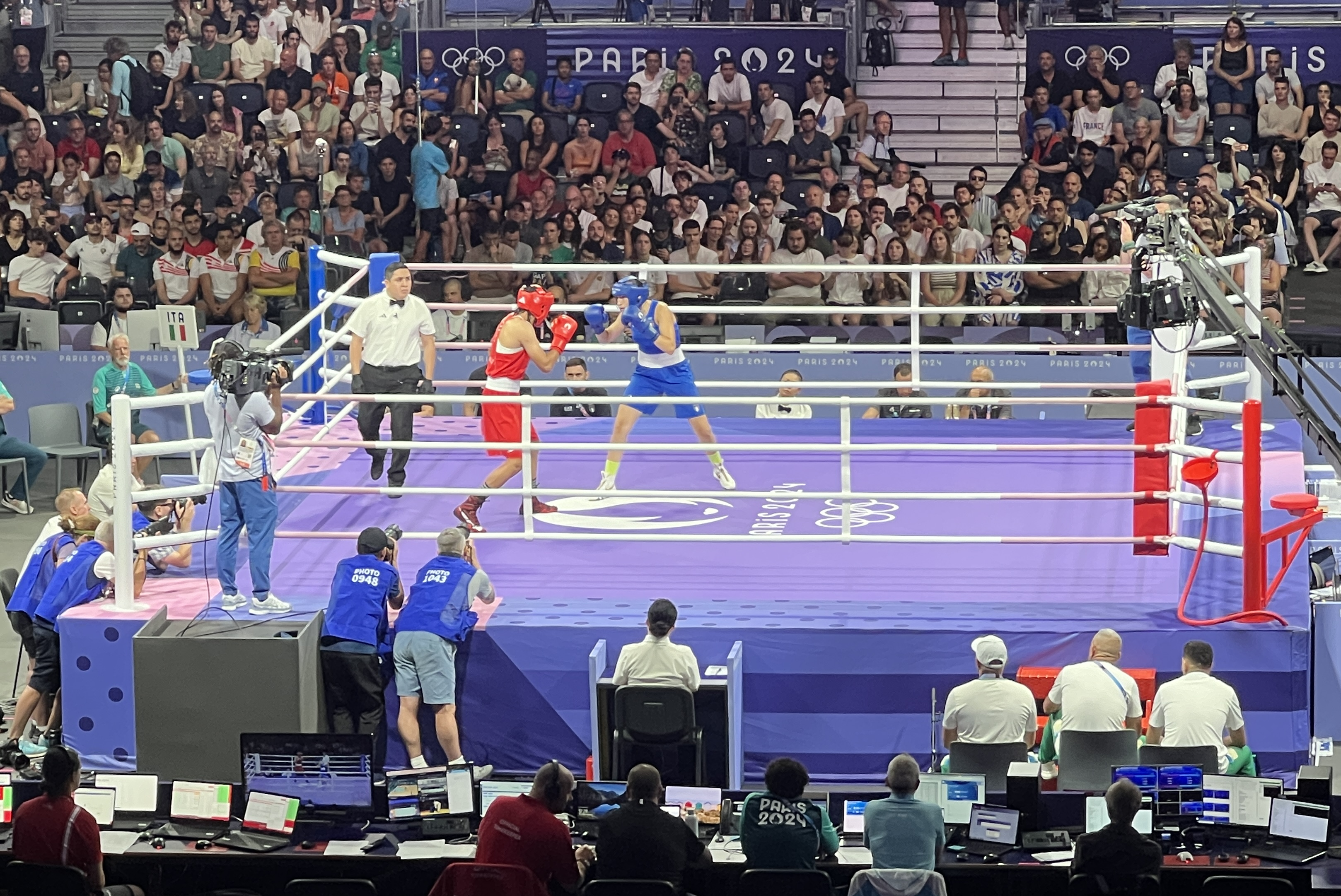
2024年夏季オリンピック2回戦でのケリフ（赤）とカリニ

2024年1月、ユニセフのナショナル・アンバサダーに就任した。ケリフは「大使であることを誇りに思う。人道支援は私にとって名誉であり、アルジェリアの子どもたちに対する私たちの責任です。 私はこの環境で育ったので、よく知っています」「サポートを必要とする子どもたちがたくさんいます」と語り、子供支援に取り組んでいることを報告した。4月、米国コロラド州プエブロで開催されたワールドボクシングカップの女子ウェルター級で優勝した。
2024年夏季オリンピックのボクシング競技は、国際オリンピック委員会（IOC）のパリ・ボクシングユニット（PBU）によって管理された。国際ボクシング協会（IBA）は2019年に国際統括団体の資格を取り消された。これは、審判不正の問題に加え、ガバナンス、財政、倫理上の問題など複数の問題が認識されたためである。それ以来、オリンピックのボクシングはIOCタスクフォースによって監督されている。IOCはケリフがパリ大会に出場する資格があることを認め、彼女が大会に必要なすべての資格と医療規定に準拠していることを確認した。IOCは選手の性別検査は行わないが、ケリフが「女性として生まれ、登録され、人生を生き、ボクシングをして、女性のパスポートを所持している」とし、パリ大会における全ての競技者は競技資格とエントリー規程を遵守していると表明した。

#### アンジェラ・カリニとの2回戦
女子ウェルター級第5シードのケリフは、自動的に2回戦に進んだ。8月1日に行われた2回戦では、イタリアのアンジェラ・カリニを46秒で破った。カリニは「パンチが強すぎる」と述べて棄権したため、ケリフは彼女の性別を疑う人々からネット上で激しい攻撃を受けた。アルジェリアオリンピック委員会（COA）はケリフを擁護し、彼女に対する反応は「非倫理的な攻撃」と「根拠のないプロパガンダ」であると非難した。COAはケリフを保護するために必要な全ての措置を講じており、彼女が競技する権利を再確認したと強調した。試合の翌日、カリニはイタリアの新聞「ガゼッタ・デロ・スポルト」を通じてケリフに謝罪した。
8月3日の記者会見で、IOCのトーマス・バッハ会長は、ケリフと林の参加を擁護し、「女性であることに疑いはない」と述べ、両選手に対するヘイトスピーチを非難した。また、起きているのは「政治的な動機による文化戦争」であると述べた。4日、IOCは2023年6月にIBAから書簡を受け取ったことを確認し、IBAの検査について「構想から、検査結果の共有方法やその公開に至るまで、あり得ないほど欠陥があった」と指摘した。5日、IBAは検査についてパリで会見を開いたが、詳細は明らかにされなかった。この会見は一貫性のない説明で混乱を招き、IBAの信頼性に対する疑念を深める結果となった。会見でIBAのクリス・ロバーツ事務局長は、性染色体検査で不適格と判定されたと説明したが、検査結果は「非公開であり、医学的な自信もないため公開する立場にない」と述べた。一方、IBAのウマル・クレムレフ会長は、検査でテストステロン値が高いことが判明したと述べたが、IBAの担当医師はテストステロンの検査は行われていないと発言した。テストステロンの検査については、IBAは7月31日の声明では行われていないと説明していた。さらに、クレムレフ会長はオリンピックの開会式とIOCのトーマス・バッハ会長を批判し、同氏に対して法的手続きを開始する意向を表明した。IBAは検査が世界アンチ・ドーピング機構（WADA）の認定を受けた機関で行われたと主張したが、WADAはドーピングの問題のみを扱うとして、性別検査への関与を否定した。この会見に対し、IOCの広報担当者は、「IBAの記者会見の内容が、この組織とその信頼性について知るべき全てを物語っている」とコメントした。

#### 金メダル獲得と告訴
8月3日の準々決勝で、ケリフはハンガリーのアンナルツァ・ハモリを下し、銅メダル以上が確定した。8月6日には準決勝で、タイのチャンチェーム・スワンナーペンを破った。8月9日、決勝で中国のヤン・リウを破り、アルジェリア初の女性ボクシング金メダリストとなった。同国のボクサーが金メダルを獲得したのは、1996年のホシネ・ソルタニ以来、2度目である。
大会中、ネット上での誹謗中傷や性別に関する詮索の標的となり、男性であるという虚偽の主張が流された。これに対し、ケリフは「人間の尊厳を傷つける」ものであり、アスリートへのいじめをやめるよう訴えた。さらに、金メダルを獲得した8月9日、ネット上の誹謗中傷に対してパリ警視庁に刑事告訴状を提出した。検察は、差別への公的扇動、性別や出自による公的侮辱などについて捜査を開始した。告訴状ではJ.K.ローリングやイーロン・マスクなどが名指しされており、ニックネームで書き込んだ個人、海外在住者も捜査の対象になる可能性がある。ケリフの弁護士は、「この差別的なキャンペーンを誰が始め、誰があおったのか、調査されなければならない」とする声明を出した。
11月6日、IOCは、ケリフがフランスの雑誌「Le Correspondant」に対して訴訟を準備していることを明らかにした。この雑誌は同週の初めに、ケリフの出場資格に関する主張を掲載しており、流出した医療報告書に基づくものだとしていた。IOCは、「Le Correspondant」の記事が「出所を確認できない未検証の文書」を参照していると批判した。

#### 2025年
2月10日、IBAはIOCに対してケリフと林郁婷の資格問題について訴訟を提起すると発表した。IBAは、トランプ米大統領がトランスジェンダーの女性アスリートの女子スポーツ参加を禁止する大統領令に署名したことも自分たちの立場を正当化する根拠として引用した。ケリフはこれに対し、「IBAの主張は虚偽で攻撃的だ」と非難した。